# Calvin y Hobbes
Calvin y Hobbes es una tira cómica escrita y dibujada por Bill Watterson que relata, en clave de humor, las peripecias de Calvin, un imaginativo niño de 6 años, y Hobbes, su enérgico y sarcástico tigre de peluche, algo pomposo, que Calvin cree real.
La pareja recibe sus nombres de Juan Calvino, teólogo reformista francés del siglo XVI, y de Thomas Hobbes, filósofo inglés del siglo XVII. La tira cómica se publicó diariamente desde el 18 de noviembre de 1985 hasta el 31 de diciembre de 1995, apareciendo en más de 2400 periódicos y con más de 30 millones de ejemplares vendidos de sus 18 libros recopilatorios, lo cual la convierte en un referente de la cultura popular incluso en la actualidad.
Bajo su aparente sencillez, se encuentra una de las tiras cómicas más complejas de finales del siglo XX. A pesar de que bebe en parte de las fantasías de Little Nemo in Slumberland, de Winsor McCay, sus múltiples referencias (El Quijote, Hamlet, Kafka, Nietzsche, Picasso) y las reflexiones del autor (en boca de Calvin) sobre arte, cultura, política, filosofía, temas trascendentales (vida, muerte, Dios) han convertido a Calvin y Hobbes en una de las tiras cómicas de referencia, que ha dado lugar a muchas y variadas interpretaciones para intentar abarcar la magnitud del legado de su autor.
La historia está vagamente situada en un típico suburbio del actual Medio Oeste estadounidense, lugar probablemente inspirado en la casa natal de Waterson en Chagrin Falls, Ohio. Calvin y Hobbes aparecen en la inmensa mayoría de tiras, mientras que la presencia del resto de la familia de Calvin es bastante más reducida. Los temas más recurrentes de la tira son las fantasías de Calvin (en las que se evade del mundo real), su amistad con Hobbes, sus travesuras, sus puntos de vista sobre temas políticos y culturales y la interacción con sus padres, compañeros de colegio, profesores y otros miembros de la sociedad. Un motivo muy recurrente es la naturaleza dual de Hobbes, ya que Calvin lo ve como a un ser vivo mientras que el resto de personajes le ven como un muñeco de peluche. Sin embargo, la tira no menciona a ninguna figura política específica (como, por ejemplo, sí lo hace Garry Trudeau en Doonesbury, que toca temas como el ambientalismo o las encuestas de opinión). Algunas de las tiras de Calvin comienzan anunciando «los resultados de la encuesta entre niños de seis años» a su padre, como si su posición en la familia fuera un cargo electo.
Debido a las profundas convicciones anticomerciales de Watterson, y su negativa a ser un personaje célebre, apenas existen productos legítimos de Calvin (toallas, tazas, etcétera) aparte de los propios dibujos. Los escasos objetos oficiales son codiciados por coleccionistas. Dos notables excepciones fueron la publicación de dos calendarios de pared de 16 meses y el libro de texto Teaching with Calvin and Hobbes (Aprendiendo con Calvin y Hobbes). Sin embargo, la gran popularidad de la tira ha motivado la aparición de muchos productos no autorizados (camisetas, llaveros, etcétera) con los motivos de Calvin y Hobbes, a menudo incluyendo un lenguaje obsceno muy alejado de lo que representan los personajes originales.

## Historia
Calvin y Hobbes nacieron cuando Watterson, cuyo trabajo como publicista detestaba, empezó a usar su tiempo libre desarrollando la que era su gran pasión: dibujar. Desarrolló varias ideas para tiras cómicas, que envió a varias editoriales, pero todas fueron rechazadas. Sin embargo, recibió una respuesta positiva de una de ellas, donde le aconsejaban que se centrara en un personaje secundario (el hermano pequeño del personaje principal) y su tigre de peluche. Watterson siguió este consejo, pero la nueva tira basada en este personaje fue rechazada por la propia editorial que le había animado a hacerla, la United Features Syndicate. Watterson no desistió y, tras varias negativas más, finalmente consiguió que la Universal Press Syndicate aceptara publicarle.
La primera tira apareció el 18 de noviembre de 1985, y pronto se convirtió en un éxito. Al cabo de un año ya se publicaba en unos 250 periódicos, y en abril de 1987, solo 16 meses después de su inicio, mereció un artículo en Los Angeles Times. Calvin y Hobbes le dieron a su autor dos premios Reuben de la National Cartoonists Society (Asociación Nacional de Historietistas) en la categoría de Mejor Historietista del Año (Outstanding Cartoonist of the Year), el primero en 1986 y el segundo en 1988, siendo nominado de nuevo en 1992. También fue galardonado con el Humor Comic Strip Award en 1988.
Watterson se tomaría dos largos descansos en los que no dibujó nuevas tiras, el primero desde mayo de 1991 hasta febrero de 1992, y el segundo de abril a diciembre de 1994. En 1995 Watterson envió una carta a la editorial y a todos los periódicos que publicaban sus tiras. La carta fue publicada el 9 de noviembre:

Querido editor: Dejaré de dibujar Calvin y Hobbes a finales de año. Ésta no ha sido una decisión impulsiva ni fácil de tomar, y lo hago con algo de tristeza. Sin embargo, mis intereses personales han cambiado, y creo que he hecho lo que he podido dentro de los límites de las fechas de entrega y el tamaño de las viñetas. Estoy ansioso por trabajar a un ritmo más meditativo, con pocos compromisos artísticos. Aún no me he decidido por proyectos de futuro, pero mi vínculo con la Universal Press Syndicate continuará.
El que tantos diarios hayan publicado a Calvin y Hobbes es algo que siempre me honrará, y estoy muy agradecido por su apoyo e indulgencia a lo largo de la pasada década. Dibujar esta tira cómica ha sido un privilegio y un placer, y agradezco que me hayan dado la oportunidad.
"Sinceramente,
Bill Watterson".

La tira número 3160 sería la última de Calvin y Hobbes, y apareció el domingo 31 de diciembre de 1995. En ella se ve a Calvin y Hobbes con su trineo, caminando por un terreno completamente lleno de nieve y disfrutando del paisaje, se sientan en el trineo y Calvin dice: «Es un mundo mágico, Hobbes, viejo amigo...» La última escena muestra a ambos bajando por la nieve montados en el trineo mientras Calvin grita: «¡Explorémoslo!»

### La relación entre Watterson y la editorial
Desde el principio, Watterson tuvo problemas con la editorial, que le impulsó a desarrollar la mercadotecnia de los personajes y a recorrer el país para promocionar los primeros libros recopilatorios de las tiras, a lo que Watterson se negó. Para el autor, la integridad de la tira y del artista quedaba minada con la comercialización, a la que veía como la influencia más negativa dentro del mundo de la historieta.
Watterson se sintió aún más frustrado con la desaparición gradual de espacio para las tiras cómicas en los periódicos. Lamentó que apenas hubiera espacio para el texto y el diseño esencial, que estaban transformando la historieta en una forma de arte diluida, insulsa y poco original. Watterson se esforzó en hacer versiones a toda página de algunas de sus tiras (en oposición a los pocos recuadros disponibles de la mayoría de ellas), soñando con la libertad artística de tiras clásicas como Little Nemo y Krazy Kat, y dando una muestra del resultado en las páginas iniciales de The Calvin and Hobbes Lazy Sunday Book.
Durante el primer periodo de descanso de Watterson, la editorial seguía cobrando a los periódicos el mismo precio por publicar reposiciones de antiguas tiras cómicas de los personajes. Muchos editores no estuvieron de acuerdo, pero no tuvieron más remedio que aceptar, ante el temor de que bajaran las ventas si excluían a Calvin, dada la gran popularidad del personaje.[cita requerida]
A la vuelta de su descanso, la Universal Press anunció que Watterson había decidido que solo vendería su tira dominical si se le permitía ocupar la mitad de una página del periódico, sin posibilidad de dividirla. Esta decisión fue criticada por muchos editores y algunos dibujantes, como Bil Keane (The Family Circus), que veían a Watterson como un autor arrogante y reacio a seguir las normas establecidas de la industria de la historieta; críticas que Watterson ignoró.
Watterson llegó a un acuerdo con la editorial y consiguió más libertad creativa para las tiras dominicales. Antes del acuerdo tenía un número determinado de viñetas, con poca libertad en cuanto a la disposición (la anchura de las viñetas variaba según el periódico en que se publicaban); después del acuerdo podía usar la disposición gráfica que se le antojara, a menudo muy poco ortodoxa. Su frustración con la disposición estándar antes del acuerdo es evidente en algunas antiguas tiras; por ejemplo, una tira publicada en 1988 estaba encuadrada en una gran viñeta, pero la acción y los diálogos estaban situados en la parte inferior, con lo que cualquier editor podía recortar la parte superior si necesitaba ubicar la tira en un espacio más pequeño. Así explica Watterson el cambio:

Me tomé un descanso después de resolver una larga y agotadora lucha para impedir la mercadotecnia de Calvin y Hobbes. Buscando una manera de reavivar mi entusiasmo por los nuevos términos contractuales, propuse un nuevo diseño para las tiras dominicales que me permitiera mayor flexibilidad. Para mi sorpresa, Universal me ofreció la posibilidad de dibujar tiras de media página indivisible (mucho más de lo que me habría permitido reclamar), a pesar del esperado rechazo de los editores. La editorial me aseguró que algunos editores estaban encantados con el nuevo formato, que apreciaban la diferencia, y estaban contentos con tiras de ese tamaño; pero es justo decir que ésa no era la reacción más frecuente. Me previnieron ante las más que previsibles cancelaciones de la tira dominical, pero después de unas pocas semanas de confrontaciones con airados editores, la editorial sugirió que los periódicos podrían reducir la tira al tamaño de los tabloides, que tenían las hojas más pequeñas.... Me quedé con la parte positiva: tendría una completa libertad creativa y virtualmente no habría cancelaciones. Los aullidos de ultrajados editores me han convencido de que la tira dominical más grande mejoraba estéticamente las tiras de los periódicos, e hizo que fueran más divertidas para los lectores. Las tiras cómicas son un medio visual. Una tira con mucho dibujo puede ser apasionante y aportar algo de variedad. Estoy orgulloso de haber sido capaz de dibujar una tira grande, pero no creo que eso pueda suceder otra vez en un futuro cercano. En el negocio de la prensa el espacio cuesta dinero, y sospecho que la mayor parte de los editores creen que la diferencia no compensa los costes. Desgraciadamente es el pez que se muerde la cola: ya que no hay espacio para mejoras gráficas, las tiras no son más que simples dibujos y, si son simples dibujos, ¿para qué necesitan más espacio?.

Ejemplo de disposición de viñetas para usar como media página de un periódico

Calvin y Hobbes conservaron su gran popularidad a pesar de los cambios, y Watterson pudo seguir perfeccionando su estilo y técnica en las tiras dominicales sin el temor de perder compradores.

### Objetos promocionales
Bill Watterson es famoso por su insistencia en que las tiras cómicas deben permanecer únicamente como una forma de arte, y su resistencia a usar a Calvin y Hobbes en cualquier tipo de operación de mercadotecnia, a pesar de que le hubiera generado millones de dólares en ingresos adicionales. Así lo explicaba en un comunicado de prensa en 2005:

En realidad, cuando empecé a dibujar la tira no estaba en contra de la comercialización. Pero luego reflexioné y me di cuenta de que cada producto podía violar el espíritu de la tira, contradecir su mensaje y llevarse algo del trabajo que yo amaba. Si la editorial me lo hubiera exigido, tomar la decisión apenas me hubiera llevado treinta segundos de mi vida.

Watterson llegó a plantearse la idea de crear una versión animada de Calvin y Hobbes, y expresó su admiración por esa forma de arte. En una entrevista en The Comics Journal, en 1989, declaró:

Si miramos viejas películas de Tex Avery y Chuck Jones, podemos ver cosas que un simple dibujo sobre el papel no puede mostrar. Los animadores pueden jugar con la distorsión y la exageración... porque el animador puede controlar lo que ves y cuánto tiempo lo ves. Los movimientos apenas tienen tiempo para mostrarse y el espectador no es consciente del increíble desenfreno del que ha sido testigo. En una tira cómica sólo puedes mostrar los momentos claves de la acción, pero no el antes y el después, a no ser que quieras que la tira dé la sensación de estar viendo una película fotograma a fotograma, con lo que seguramente perderías el efecto que intentabas conseguir. En una tira cómica puedes sugerir sensación de movimiento o de tiempo, pero de una manera mucho más simple que la que puede conseguir un animador. Tengo un gran respeto por la buena animación.

A raíz de estas inquietudes, le preguntaron si no le asustaba un poco el pensar qué voz tendría Calvin. Watterson respondió que estaba «muy asustado». Aunque le interesaban las posibilidades visuales de la animación, se sentía incómodo con la idea de seleccionar las voces de sus personajes. Tampoco le atraía la idea de trabajar con un equipo de animación para desarrollar un trabajo que siempre había hecho en solitario. Finalmente nunca hubo serie animada de Calvin y Hobbes. Watterson escribió, en el recopilatorio sobre el décimo aniversario de Calvin (Calvin and Hobbes Tenth Anniversary Book), que estaba orgulloso de que su tira fuera un producto "totalmente personal" y que cada dibujo y cada línea de diálogo fueran obra suya.
Exceptuando los álbumes recopilatorios, dos calendarios de 16 meses (1988-1989 y 1989-1990), el libro Aprendiendo con Calvin y Hobbes (Teaching with Calvin and Hobbes) y una camiseta para una exhibición de cómics, todos los productos en los que aparecen los personajes (como pegatinas para las lunas traseras de los coches donde se ve a Calvin orinando sobre el logo de alguna empresa) no están autorizados. Como Watterson apuntó en los comentarios en uno de sus recopilatorios, la imagen original era la de Calvin llenando un globo de agua en un grifo. Después de varias amenazas de pleitos por infringir derechos de autor, los creadores de las pegatinas sustituyeron a Calvin por otro muchacho. Watterson, no sin cierta ironía, comentó: «Calculé mal lo popular que podía ser ver a Calvin orinando sobre el logo de Ford». Se fabricaron algunos objetos legítimos excepcionales, regalados para vender la tira a los periódicos, pero nunca se pusieron a la venta.

## Estilo e influencias

Influencias en Calvin y Hobbes

Las tiras de Calvin y Hobbes se caracterizan por un dibujo escaso pero muy cuidado, humor inteligente, observaciones agudas, ingeniosos comentarios políticos y sociales y personajes muy bien definidos. Precedentes del mundo de fantasía de Calvin se pueden encontrar en Little Nemo, de Winsor McCay; en Barnaby, de Crockett Johnson; en Peanuts, de Charles M. Schulz; en Bloom County, de Berkeley Breathed; en Skippy, de Percy Crosby; en Krazy Kat, de George Herriman, o en Mafalda, de Quino, mientras que el uso sociopolítico que Watterson hace de la tira remite más a Pogo, de Walt Kelly. Schulz y Kelly, en particular, influyeron en sus ideas y diferentes perspectivas del cómic en sus años de formación.
Precedentes de niños problemáticos que inspiraron a Calvin se encuentran, por ejemplo, en la tira cómica Daniel el travieso (Dennis the Menace) de Hank Ketcham, y la rebeldía y el eterno conflicto intergeneracional aparece en la Mafalda de Quino (aunque ésta sea una tira más politizada y comprometida). Un precedente de una relación entre un niño y un muñeco de peluche se observa en Winnie the Pooh, personaje creado por A. A. Milne, donde la creatividad y la imaginación del niño (Christopher Robin) se acentúa con el contacto con el osito Winnie y el resto de peluches (más allá del evidente parecido físico entre Tigger y Hobbes).
Los rasgos más característicos del estilo de Watterson son: variadas y exageradas expresiones de sus personajes (especialmente Calvin), los elaborados y extraños fondos de las fantasías imaginadas del niño, gran sensación de movimiento y frecuentes juegos visuales y metáforas. En los últimos años de la tira, con más espacio a su disposición, Watterson experimentó con diversos tamaños y formas de las viñetas, historias sin diálogo y un mayor uso del espacio en blanco. También jugó con la idea de dejar ciertos episodios a la imaginación del lector, como el "Incidente de los fideos" o el contenido del libro El Hámster Ganster y su Gallina de Plastilina (Hámster Huey and the Gooey Kablooie) que Calvin quería que su padre le leyera cada noche. Según Watterson, los lectores hubieran sido mucho más imaginativos y morbosos que él a la hora de describir estos episodios.
La técnica de Watterson consistía en iniciar el dibujo con unos minimalistas croquis (aunque las tiras dominicales, más extensas, requerían un trabajo más elaborado); después solía usar un pincel de marta cebellina y tinta china para acabar el dibujo. Era muy cuidadoso con el uso del color, cavilando durante largo tiempo en los colores exactos que usaría en la tira dominical.

### Arte y academia
Watterson se sirvió de las tiras para criticar el mundo artístico, sobre todo con los poco convencionales muñecos de nieve creados por Calvin. Cuando la Señorita Carcoma (Miss Wormwood, profesora de Calvin) le reprocha que pierda el tiempo en clase dibujando cosas incomprensibles (por ejemplo, un Estegosaurio montado en una nave espacial), Calvin exclama «mi suspenso me confirma en la punta de la vanguardia». Sus primeras exploraciones de la nieve como medio de expresión se inician cuando uno de sus muñecos de nieve se derrite por el calor. Su siguiente escultura «versa sobre la trascendencia. Mientras se funde, invita al espectador a contemplar la evanescencia de la vida. Esta obra habla del horror de nuestra propia mortalidad», parafraseando el Eclesiastés. A través de los años, los instintos creativos de Calvin se diversifican, incluyendo dibujos en las aceras, o como Calvin los define, ejemplos de postmodernismo suburbano.
Watterson también critica directamente al mundo académico. Calvin escribe una biografía revisionista, reclutando a Hobbes para que le haga fotografías que muestren actividades típicas de un niño de seis años, como practicar deporte, para mostrar una infancia ajustada a la normalidad. En otra tira se muestra muy cuidadoso al redactar su «manifiesto artístico», ya que «el manifiesto de un artista siempre dice más que su propio arte» (Hobbes: «has escrito mal Weltanschauung»).
En general, los ensayos satíricos de Watterson van dirigidos a ambos lados. Ataca tanto a los artistas comerciales, como a los que se supone están fuera de ese círculo. En un paseo por el bosque, poco después de que Calvin empezara con sus estegosaurios en naves espaciales, le dice a Hobbes:

Lo duro para nosotros, los artistas vanguardistas post-modernos es decidir si somos comerciales. ¿Permitimos que nuestro trabajo sea promocionado y explotado por un mercado que sólo quiere la novedad? ¿Participamos de un sistema que convierte el buen arte en mal arte para que las masas puedan consumirlo mejor? Por supuesto, cuando un artista se vuelve comercial renuncia a su estatus de marginado y librepensador. Acepta los valores vacíos y trasnochados que el arte debería trascender. Vende la integridad de su arte a cambio de fama y riqueza.
Qué diablos, claro que lo haré.

Hobbes: No ha sido tan duro".

Watterson trata la clásica distinción entre cultura "alta" y "baja" en diversas tiras y desprende en ellas conceptos tales como poder, hegemonía, subjetividades, apropiaciones y violencia simbólica, entre muchas otras. También se analizan los conceptos de industria cultural y de sociedad de masas, así como las polémicas surgidas a partir de las nociones de alienación y manipulación, siempre cargado con un tono irónico.

### Deformaciones visuales
En muchas ocasiones, Watterson crea tiras con extrañas deformaciones visuales: colores invertidos, objetos neocubistas, etcétera. Solo Calvin es capaz de percibir estas alteraciones, que parecen ilustrar su propio punto de vista cambiante.
En el recopilatorio del décimo aniversario de Calvin y Hobbes (Tenth Anniversary Book) Watterson explica que algunas de estas tiras eran metáforas de experiencias propias, mostrando, por ejemplo, sus conflictos con la editorial. En 1989 una tira dominical (normalmente en color) fue totalmente dibujada usando colores invertidos. Calvin es acusado por su padre de que «tu problema es que todo lo ves en términos de blanco o negro», a lo que el niño replica: «¡a veces es así!»; una réplica usada por el propio Watterson.

### Calvin

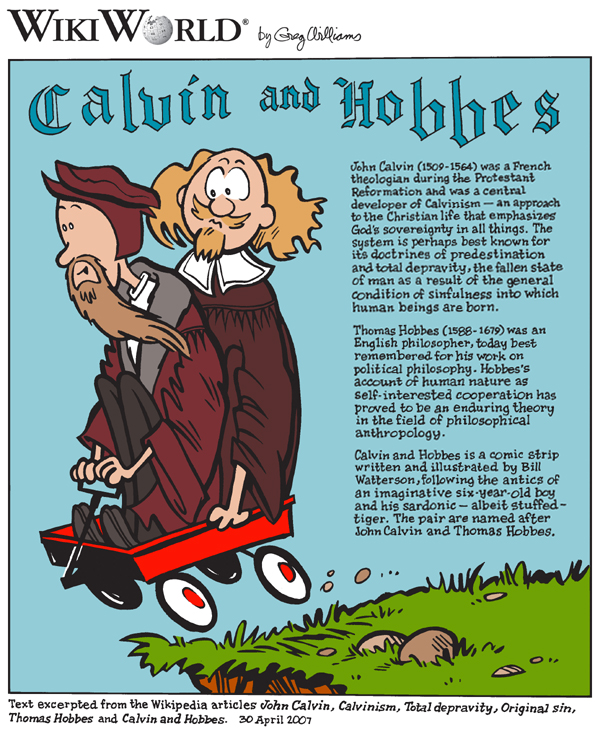
Cómic de WikiWorld basado en artículos sobre Juan Calvino, Thomas Hobbes y el cómic "Calvin & Hobbes".

### Cajas plegables

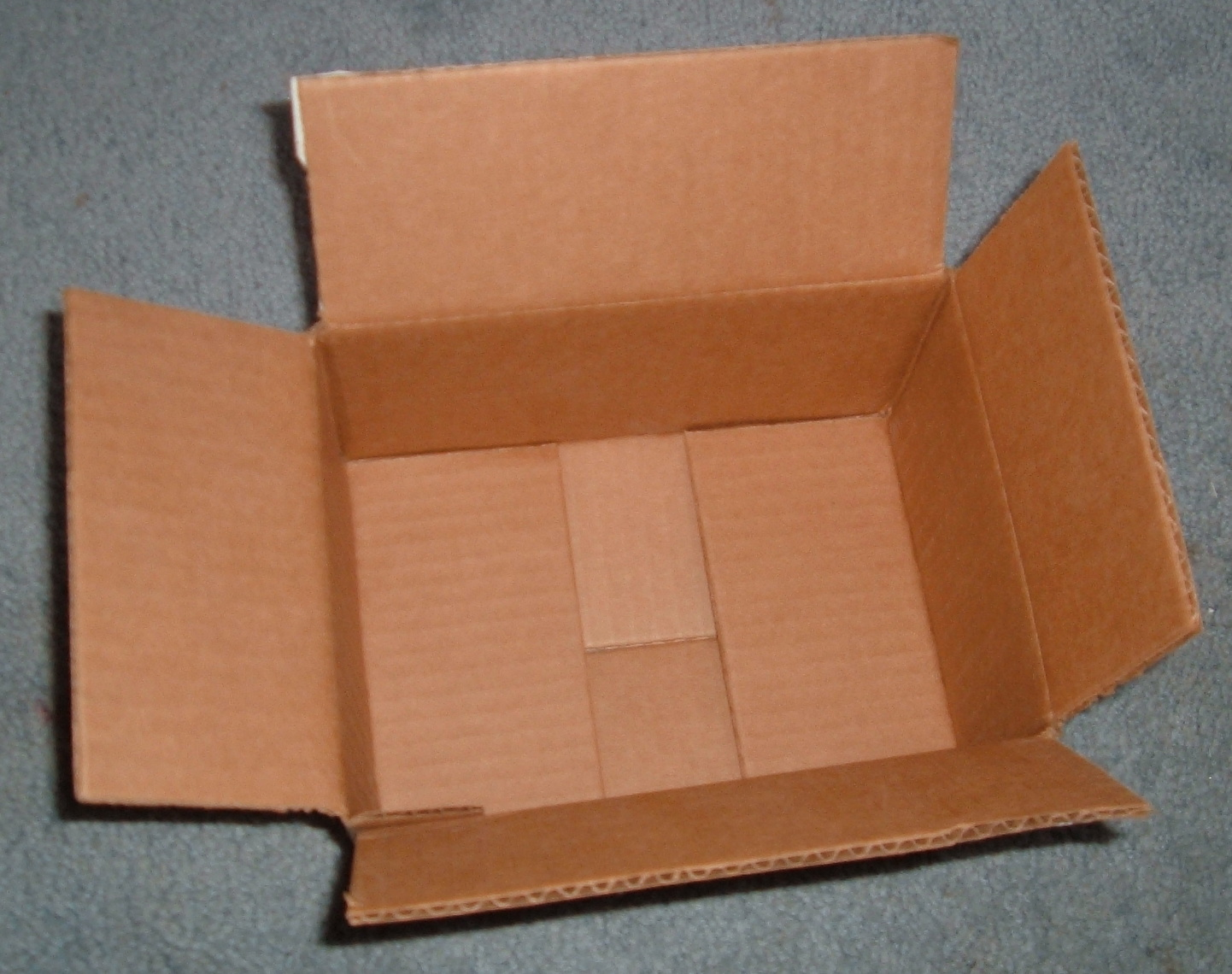
Caja de solapas.

### Bolas y muñecos de nieve

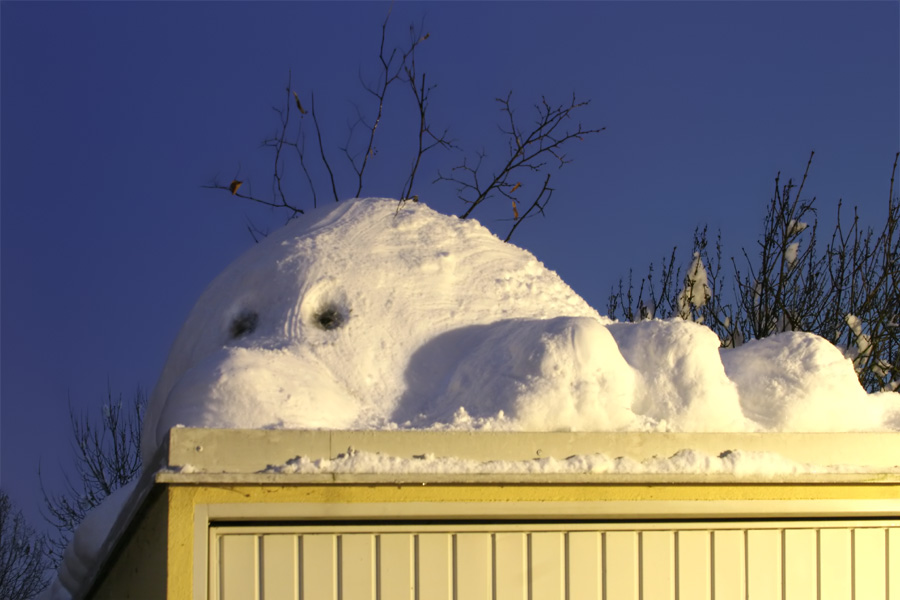
Muñeco de nieve imitando una creación de Calvin aparecida en una tira.